# Жиру, Франсуаза
Франсуаза Жиру (фр. Françoise Giroud, урождённая Лея Франс Гурджи; 21 сентября 1916 года, Лозанна, Швейцария — 19 января 2003 года, Нёйи-сюр-Сен, Франция) — государственный и политический деятель, писательница, сценаристка и журналистка, министр культуры Франции (1976—1977), вице-президент Радикальной партии и СФД. Одна из главных фигур французской прессы.

## Биография
Родилась в семье сефардских турецких евреев — директора Османского телеграфного агентства Салиха Гурджи и Эльды Фарраджи. Окончив Лицей Мольера в Париже, отправилась путешествовать, не поступая в  университет.
Редактор журнала Elle (1945-1953), также работала на France Dimanche, l'Intransigeant и France Soir. В 1953 году основала журнал L'Express вместе с мужем Жан-Жаком Серван-Шрайбером.
Опубликовала в 1958 году эссе «Новая волна, портрет молодёжи», которое дало название новому течению во французском кино (см. Французская новая волна).

## Семья
- Муж (1946—1961) — кинопродюсер российско-еврейского происхождения Анатоль Эльяшев (фр. Anatole Eliacheff, в мире кино известен как Толя Эльяшев), родом из Баку.
  - Дочь — Каролин Эльяшев[фр.] (полное имя Мари Каролин Наташа Эльяшев, род. 1947), автор многочисленных трудов по психоанализу, психиатрии и культурологии, была замужем за режиссёром Робером Оссейном.

## Документальные фильмы
- 2015 - Франсуаза Жиру. Тайны свободной женщины / Francoise Giroud, les mysteres d'une femme libre (реж. Серж Кальфон / Serge Khalfon, Эммануэль Менаж / Emmanuelle Ménage)